# 普拉西多·波蘭柯
普拉西多·波蘭柯（Plácido Enrique Polanco、1975年10月10日—）是多明尼加棒球選手，美國職業棒球大聯盟球員，目前效力費城費城人，守備位置是二壘手或三壘手。他是2006年美國聯盟冠軍賽最有價值球員 以及2007年美聯銀棒獎及金手套獎得主。

## 球員生涯

### 進入大聯盟前

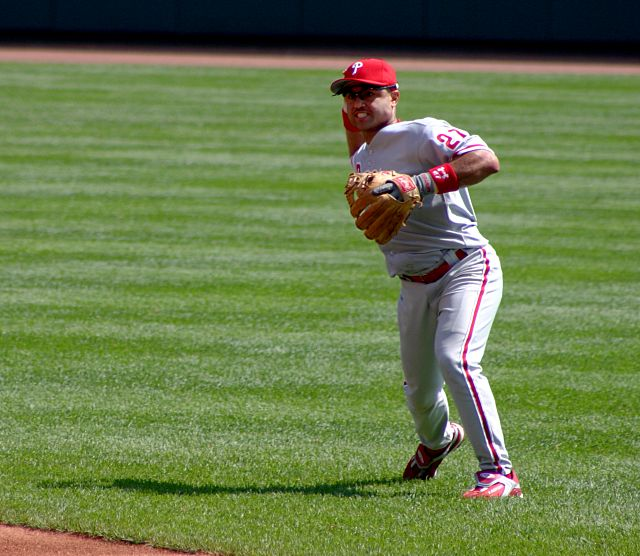
費城人時代的波蘭柯。

1991年移居美國。1994年6月2日的選秀會中，被聖路易紅雀在第十九輪選走（整體順位為530位）。1998年首次在大聯盟比賽亮相。

### 大聯盟時代
1998年7月3日，首次在大聯盟亮相，面對辛辛那提紅人隊投手Brett Tomko取得大聯盟第一支安打。2001年，成為了紅雀隊先發三壘手。以低三振率見稱，生涯打數與三振比例是14.19，在球役球員中，僅次於璜·皮耶。
2002年球季，波蘭柯與Mike Timlin和Bud Smith被交換到費城費城人隊，紅雀隊換來了史考特·羅倫、Doug Nickle及現金。由於紅雀隊陣中有大衛·波爾為紅雀隊先發三壘手，波蘭柯因此成為了二壘手。
2005年6月，他被交易到底特律老虎隊，費城人隊則換來了Ugueth Urbina。這舍球季波蘭柯的上壘加長打率為.847。2006年老虎隊晉身季後賽，在美聯冠戰賽面對奧克蘭運動家表現出色，打擊率有.529，賽後當選為最有價值球員。在世界大賽中，打擊表現滑落，5場比賽中沒擊出一支安打。
2007年球季，他的進攻和守備能力良好。在守備方面，8月13日對奧克蘭運動家賽事中，創下了二壘手連續零失誤的記錄，8月24日對紐約洋基的賽事第一局出現了失誤，不過在賽事結束後。這個失誤為判定為一壘手Marcus Thames造成的。球季結束後，維持零失誤，被選為美國聯盟金手套獎得主。進攻能力方面，打擊率為.341，安打數首次超過200支，而被三振出局機率只有5.1%
，最後被獲選為銀棒獎（二壘手）。
2009年球季結束，波蘭柯獲得金手套獎。季後成為自由球員以後，和費城人簽下三年1800萬美金加上1年選擇權的合約。
2012年12月20日，邁阿密馬林魚和波蘭柯同意了一年的合同，價值$2.75億美元，這使他在隊中第二高的球員。2013賽季馬林魚沒有續約波朗科後，他無法找到在自由球員合同的2014年賽季。截至2015年3月，他自稱是“90％”退休但仍開放給正確的情況下返回執教生涯的可能性

## 資料來源
1. ↑  Pujols is godfather to Polanco's son  （页面存档备份，存于） ESPN.COM
2. ↑  Tigers' Polanco wins ALCS MVP after hitting .529 in series 的存檔，存档日期2006-11-06.
3. ↑  Polanco sets record for second basemen by going 144 games without error （页面存档备份，存于） ESPN.COM
4. ↑  http://sports.espn.go.com/mlb/news/story?id=2990561 （页面存档备份，存于） Polanco's record errorless streak ends at 147 games
5. ↑  . MLB.com. 2007-07-31  [2008-02-09]. （原始内容存档于2008-03-20）.
6. ↑  .   [2008-02-09]. （原始内容存档于2008-04-03）.
7. ↑  .   [2008-02-09]. （原始内容存档于2007-05-03）.
8. ↑  .   [2008-02-09]. （原始内容存档于2008-04-06）.
9. ↑  Beck, Jason. . MLB.com. 2009-12-03  [2009-12-06]. （原始内容存档于2009-11-16）.
10. ↑  Zolecki, Todd. . MLB.com. 2009-12-03  [2009-12-06]. （原始内容存档于2012-11-04）.
11. ↑  Cwik, Chris. . CBSSports.com. December 20, 2012  [December 20, 2012]. （原始内容存档于2013-03-12）.
12. ↑  Parent, John J. . Call to the Pen - A Major League Baseball Fan Site - News, Blogs, Opinion and more. Sports Illustrated.   [24 December 2012]. （原始内容存档于2013-03-19）.

## 外部連結
- 球員資訊和成績在MLB，ESPN，Baseball-Reference，The Baseball Cube（英文）